# أدينين
الأدينين (بالإنجليزية: Adenine)‏ هو أحد البيورينات التي تشكل أحد القواعد النيتروجينية  الأربع التي تشترك في  تركيب الحمض الريبي النووي منقوص الأكسجين (الرنا). يكون عادة  مقابلا للثايمين في سلسلة الدنا المقابلة ويتصل برابطتين هيدروجينيتينٍ.
الأربعة قواعد نيتروجينية التي تدخل في تركيب الدنا هي: أدينين، و ثايمين، وسيتوسين، غوانين.

## التركيبة
الأدينين بشكل عام، هو أحد القواعد النيتروجينية الأربع  التي تدخل في تركيب الدنا  (انظر الشكل أسفله).